# Birsen Basar
Birsen Başar (Breda, 4 januari 1986) is een Turks-Nederlandse vrouw met autisme die zich inzet voor lotgenoten.

## Biografie
Başar kreeg op haar 21e de diagnose autisme, na jarenlange gesprekken met verschillende hulpverleners. Sindsdien probeert zij autisme onder de aandacht te brengen. Ze richt zich daarbij vooral op autisme in andere culturen. Ze geeft lezingen in België, Nederland en Turkije en treedt op in praatprogramma's. Ze heeft ook boeken geschreven over autisme: Ik wil niet meer onzichtbaar zijn (2010), De jungle van autisme (2013) en Mijn wereld van autisme (2015).
In 2013 is over haar leven met autisme de documentaire 'Birsen' gemaakt, die is uitgezonden door de Nederlandse televisiezender NTR en door de Turkse televisie. In april 2015 is de documentaire Iemand zoals ik gemaakt over Birsen in Turkije. De documentaire is een reportage over hoe in Turkije tegen autisme wordt aangekeken.
Sinds augustus 2014 is Başar een ambassadeur van de Nederlandse Vereniging voor Autisme.
In 2017 sprak zij op het wereldautismefestival in Canada. Ze was daar toen aan haar de Gouden Venus van Milo werd toegekend voor de 'meest inspirerende Nederlander met een beperking', een initiatief van het goededoelenfonds van coöperatie DELA, waar ook een geldprijs van 10.000 euro bij hoorde.
Naast haar werk op het gebied van autisme heeft zij onder andere gewerkt bij de afdeling Bedrijfsbureau en Subsidieloket van de gemeente Breda.